# Soldyrkan

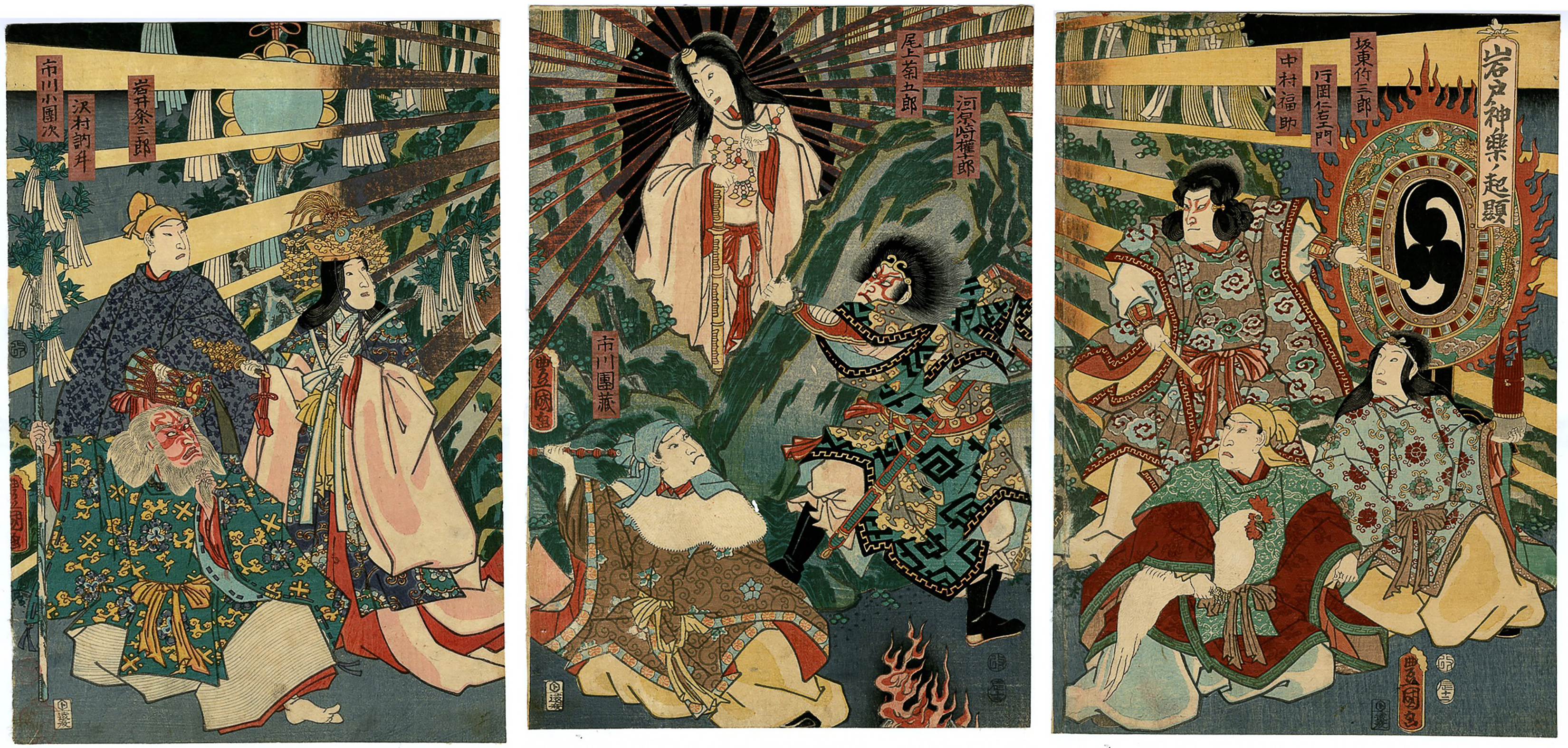
Amaterasu, den japanska solgudinnan, stiger ut ur en grotta och bringar ljus till världen.

Soldyrkan är en central del i främst polyteistiska religioner där världsbilden byggs upp kring himlakropparna och deras banor. Himlakroppen solen ses inte sällan som den centrala gudomens inkarnation.
Solen dyrkas ofta som den manliga guden, ibland omnämnd som Fader Sol, som tillsammans med Moder Jord bildar en helhet.[källa behövs] Inom exempelvis religionen wicca ställs den manliga Solguden mot Månen som representerar den kvinnliga Gudinnan. I den nordiska mytologin är Sol dock inte manlig, utan en kvinnlig asynja. 
I modern tid används ordet soldyrkan ibland skämtsamt om vad den gör som gärna ägnar sig åt att sola sig.

## Solgudomar
- Amaterasu
- Apollon
- Aton
- Ra
- Sol